# Thanatus jabalpurensis
Thanatus jabalpurensis es una especie de araña cangrejo del género Thanatus, familia Philodromidae. Fue descrita científicamente por Gajbe & Gajbe en 1999.

## Distribución
Esta especie se encuentra en India.